# Urbanus evenus
Urbanus evenus is een vlinder uit de familie van de dikkopjes (Hesperiidae). De wetenschappelijke naam van de soort is voor het eerst geldig gepubliceerd in 1855 door Édouard Ménétries.